# Keith Tkachuk
Keith Matthew Tkachuk (Melrose, 28 marzo 1972) è un ex hockeista su ghiaccio statunitense.

## Carriera

### Winnipeg Jets (1991-1996)
Keith Tkachuk debutta nella NHL il 28 febbraio 1992, nella partita contro i Calgary Flames, gara in cui mette a referto un assist. A fine stagione avrà totalizzato 8 punti in 17 partite, e i Jets raggiungono i playoff, in cui esplode segnando 3 gol in 7 partite, un bottino sorprendente per un rookie. La stagione successiva il talento di Melrose totalizza 83 presenze segnando 28 reti e ottenendo 51 punti; dal 9 marzo al 3 aprile 1993 inoltre Tkachuk inanella una serie di 12 partite consecutive in rete.
L'anno successivo viene promosso capitano della squadra, il debutto con la "C" sulla maglia avviene precisamente il 3 novembre 1993, due settimane dopo aver messo a segno il primo hat trick della sua carriera professionista, ai danni dei Philadelphia Flyers. È la stagione della consacrazione per lui, miglior marcatore dei Jets (41 gol), record di squadra in punti (81) e powerplay gol (22). Nel 1994-95, stagione accorciata da un parziale sciopero della NHLPA, Tkachuk ottiene la nomina nella seconda squadra dell'NHL All-Star Game, e il secondo posto nella classifica punti dei Winnipeg Jets.
Nella stagione 1995-96 il numero 7 è il vero protagonista della squadra con ben 50 gol, 48 assist, 98 punti, 20 PP gol, 6 gol-partita, 249 conclusioni a rete e un plus/minus di +11, tutti record stagionali della sua franchigia. Questi risultati gli valgono la convocazione in Nazionale per la World Cup of Hockey 1996, che gli Stati Uniti si aggiudicano grazie anche al suo contributo (6 punti totalizzati).

### Phoenix Coyotes (1996-2001)
Nel 1996 i Jets si trasferiscono a Phoenix, in Arizona, e Keith Tkachuk continua a impressionare con i suoi numeri da vera stella della lega: la stagione inaugurale dei Coyotes, 1996-97, è la migliore della sua carriera e, tra i vari record conquistati, spiccano i 52 gol che gli valgono il trono della classifica cannonieri NHL e il primato di essere il primo giocatore nato negli Stati Uniti a raggiungere un traguardo simile. Ovvia conseguenza di ciò fu l'apparizione all'NHL All-Star Game 1997, il primo di tre consecutivi per lui. L'anno dopo fu anche il migliore della squadra in punti, PP gol, gol-partita e conclusioni a rete, oltre che capocannoniere della franchigia. Il 1998-99 vede Tkachuk dominare le classifiche della squadra per gol, PP gol, gol-partita, tiri e plus/minus, ma i Coyotes non riuscirono a farsi strada verso la Stanley Cup.
Nelle due stagioni successive Tkachuk fu vittima di ripetuti infortuni e, nel 2001, i dirigenti della franchigia decisero di cederlo ai St. Louis Blues in cambio di Ladislav Nagy, Michal Handzuš, Jeff Taffe e la prima scelta di St. Louis all'Entry Draft 2002 (fu Ben Eager). Dopo dieci anni nella franchigia dei Jets/Coyotes Keith Tkachuk sarà secondo nella classifica assoluta di gol (323) e primo in quella dei minuti di penalità, ben 1.508, tra gli altri record.

### St. Louis Blues (2001-2007)
L'arrivo di Tkachuk fu decisivo per le sorti di St. Louis, infatti con 6 reti nelle ultime 12 partite della stagione 2000-01 consentì ai Blues l'ingresso nella post-season. Superati agevolmente quarti e semifinali, Tkachuk e i Blues si ritrovarono in finale di Western Conference di fronte ai Colorado Avalanche, e davanti ai futuri campioni di Stanley Cup, l'avventura dei playoff finì. Nelle stagioni successive il contributo di Tkachuk è stato sempre rilevante, e i Blues hanno sempre raggiunto i playoff. Dopo il lockout della stagione 2004-05, nella quale il giocatore era rimasto inattivo, si presentò agli allenamenti in preparazione alla stagione successiva in sovrappeso e venne anche sospeso per un breve periodo dalla squadra; St. Louis non raggiunse i playoff.
I Blues hanno ceduto Tkachuk agli Atlanta Thrashers alla vigilia della fine della campagna trasferimenti 2007, ottenendo in cambio Glen Metropolit e 3 draft pick. L'intento del giocatore era quello di disputare i playoff ma, fallita la conquista della Stanley Cup, il 26 giugno i St. Louis Blues lo riacquistarono insieme ad un altro draft pick (4°, 2008) in cambio della prima scelta dello stesso anno. Keith Tkachuk ha firmato un nuovo contratto, biennale, da 8 milioni di dollari a stagione, il 30 giugno 2007. "Vedo che molte cose ottime stanno accadendo qui... Sono molto attivi sul mercato, stanno cercando di fare di questa squadra una grande squadra" il commento del campione dopo il ritorno in Missouri. Infatti nella stessa estate la franchigia ha messo sotto contratto un campione del calibro di Paul Kariya. In seguito l'allenatore, Andy Murray, ha manifestato l'intenzione di provare una prima linea con Tkachuk centrale, Kariya ala sinistra e Brad Boyes sulla destra. Questo è il leitmotiv della stagione 2007-08 dei Blues.

### Atlanta Thrashers (2007)
Il 25 febbraio 2007, Tkachuk fu ceduto ad Atlanta in cambio di Glen Metropolit, 1° e 3° scelta al draft 2007, e 2° scelta al draft 2008. Dopo il ritorno del giocatore a St. Louis Atlanta ha ceduto anche la 1° scelta 2008, e ha ricevuto i diritti sulla 4ª scelta al draft dello stesso anno.

## Premi
- Hockey East All-Rookie Team 1991
- NHL Second All-Star Team 1995, 1998
- All-Star Game 1997, 1998, 1999, 2004
- NHL Player of the Week 6/12/1993; 01/04/1994; 07/04/1997
- Fastest Player in the League 2003

## Numeri importanti
- 400ª gara: 29 ottobre 1997, vs Edmonton Oilers
- 700° punto: 5 aprile 2002, vs Chicago Blackhawks
- 400° gol: 12 ottobre 2003, vs Colorado Avalanche
- 1 000ª gara: 1º dicembre 2007, vs Chicago Blackhawks

## Carriera anno per anno
| 1990-91    | Boston University Terriers   | NCAA       | 36    | 17  | 23  | 40    | 70    | -  | -  | -  | -  | -   |
| 1991-92    | Winnipeg Jets                | NHL        | 17    | 3   | 5   | 8     | 28    | 7  | 3  | 0  | 3  | 30  |
| 1992-93    | Winnipeg Jets                | NHL        | 83    | 28  | 23  | 51    | 201   | 6  | 4  | 0  | 4  | 14  |
| 1993-94    | Winnipeg Jets                | NHL        | 84    | 41  | 40  | 81    | 255   | -  | -  | -  | -  | -   |
| 1994-95    | Winnipeg Jets                | NHL        | 48    | 22  | 29  | 51    | 152   | -  | -  | -  | -  | -   |
| 1995-96    | Winnipeg Jets                | NHL        | 76    | 50  | 48  | 98    | 156   | 6  | 1  | 2  | 3  | 22  |
| 1996-97    | Phoenix Coyotes              | NHL        | 81    | 52  | 34  | 86    | 228   | 7  | 6  | 0  | 6  | 7   |
| 1997-98    | Phoenix Coyotes              | NHL        | 69    | 40  | 26  | 66    | 147   | 6  | 3  | 3  | 6  | 10  |
| 1998-99    | Phoenix Coyotes              | NHL        | 68    | 36  | 32  | 68    | 151   | 7  | 1  | 3  | 4  | 13  |
| 1999-00    | Phoenix Coyotes              | NHL        | 50    | 22  | 21  | 43    | 82    | 5  | 1  | 1  | 2  | 4   |
| 2000-01    | Phoenix Coyotes              | NHL        | 64    | 29  | 42  | 71    | 108   | -  | -  | -  | -  | -   |
| 2000-01    | St. Louis Blues              | NHL        | 12    | 6   | 2   | 8     | 14    | 15 | 2  | 7  | 9  | 20  |
| 2001-02    | St. Louis Blues              | NHL        | 73    | 38  | 37  | 75    | 117   | 10 | 5  | 5  | 10 | 18  |
| 2002-03    | St. Louis Blues              | NHL        | 56    | 31  | 24  | 55    | 139   | 7  | 1  | 3  | 4  | 14  |
| 2003-04    | St. Louis Blues              | NHL        | 75    | 33  | 38  | 71    | 83    | 5  | 0  | 2  | 2  | 10  |
| 2004-05    | Inattivo a causa del lockout | -          | -     | -   | -   | -     | -     | -  | -  | -  | -  | -   |
| 2005-06    | St. Louis Blues              | NHL        | 41    | 15  | 21  | 36    | 46    | -  | -  | -  | -  | -   |
| 2006-07    | St. Louis Blues              | NHL        | 61    | 20  | 23  | 43    | 92    | -  | -  | -  | -  | -   |
| 2006-07    | Atlanta Thrashers            | NHL        | 18    | 7   | 8   | 15    | 34    | 4  | 1  | 2  | 3  | 12  |
| 2007–08    | St. Louis Blues              | NHL        | 79    | 27  | 31  | 58    | 69    | —  | —  | —  | —  | —   |
| 2008–09    | St. Louis Blues              | NHL        | 79    | 25  | 24  | 49    | 61    | 4  | 0  | 0  | 0  | 2   |
| 2009–10    | St. Louis Blues              | NHL        | 67    | 13  | 19  | 32    | 56    | —  | —  | —  | —  | —   |
| Totale NHL | Totale NHL                   | Totale NHL | 1 201 | 538 | 527 | 1 065 | 2 219 | 89 | 28 | 28 | 56 | 176 |

## Competizioni internazionali
Keith Tkachuk ha giocato per gli Stati Uniti ai Giochi olimpici invernali del 1992, 1998, 2002 e 2006; e alla World Cup of Hockey nel 1996 e 2004.
Statistiche
| Anno   | Nazionale   | Evento                    |    | GP | G | A  | Pti | PIM |
| ------ | ----------- | ------------------------- | -- | -- | - | -- | --- | --- |
| 1992   | Stati Uniti | Olimpiadi invernali       | 8  | 1  | 1 | 2  | 12  |     |
| 1996   | Stati Uniti | World Cup of Hockey       | 7  | 5  | 1 | 6  | 44  |     |
| 1998   | Stati Uniti | Giochi Olimpici invernali | 4  | 0  | 2 | 2  | 6   |     |
| 2002   | Stati Uniti | Giochi Olimpici invernali | 5  | 2  | 0 | 2  | 2   |     |
| 2004   | Stati Uniti | World Cup of Hockey       | 5  | 5  | 1 | 6  | 23  |     |
| 2006   | Stati Uniti | Giochi Olimpici invernali | 6  | 0  | 0 | 0  | 8   |     |
| TOTALE | TOTALE      | TOTALE                    | 35 | 13 | 5 | 18 | 85  |     |

## Record
Nella stagione 1996-97 Tkachuk fu il miglior marcatore della NHL con 52 gol, il primo giocatore americano di nascita a raggiungere tale risultato. Sempre quell'anno assommò 200 PIM diventando il quarto giocatore nella storia a segnare più di 50 gol e 200 minuti di penalità in una sola stagione. È recordman della franchigia dei Phoenix Coyotes per quanto riguarda i gol-partita (40) e i PIM (1 508).